# Особняк Брадтмана
Садиба Брадтмана — історичний житловий будинок, розташований у Києві за адресою вулиця Герцена, 6.

## Історія
Споруджений знаним київським архітектором Брадтманом як власний особняк. На відміну від інших робіт архітектора вирізняється скромністю декору.

## Опис
Двоповерховий на цокольному поверсі, витягнутий у бік подвір'я. Має асиметричний нетиповий план, що зумовлено вузькою ділянкою садиби. З лівого боку має два брандмауери на ризалітах та заглиблення з вікнами. Правий бік ступінчастий, що дає змогу сформувати більшу площу подвір'я.
Оформлення у стилі модерн із строгим декором у вигляді бетонних вставок. На фасаді є еркер з  витонченими напівколонами та карнизом. На еркері збереглися металеві конструкції для квітів. Квітковий мотив використаний у капітелях пілястр, над вікном ризаліту, у підвіконнях еркеру. На фасаді є французький балкон. Цоколь рустований бетонною імітацією сірого граніту, що в поєднанні з сірим тиньком вищих поверхів збільшує ефект суворості та аскетичності. Вишукана композиція споруди, гармонія об'ємів, витонченість їхніх пропорцій, урахування обмежень ділянки свідчить про високий фаховий рівень автора проєкту.
В інтер'єрі збереглися залізні сходові перила строгого дизайну.

## Галерея

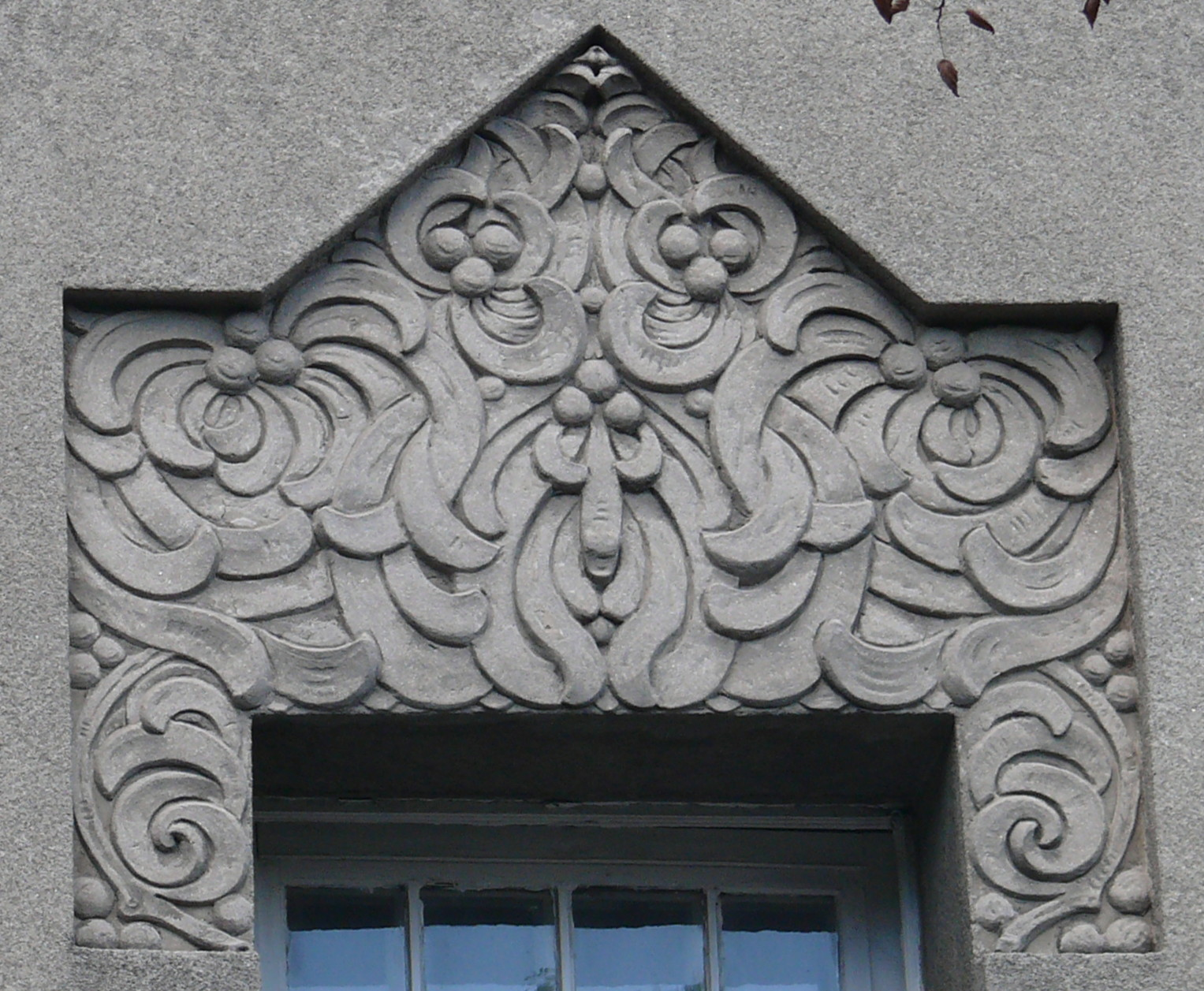
Декор
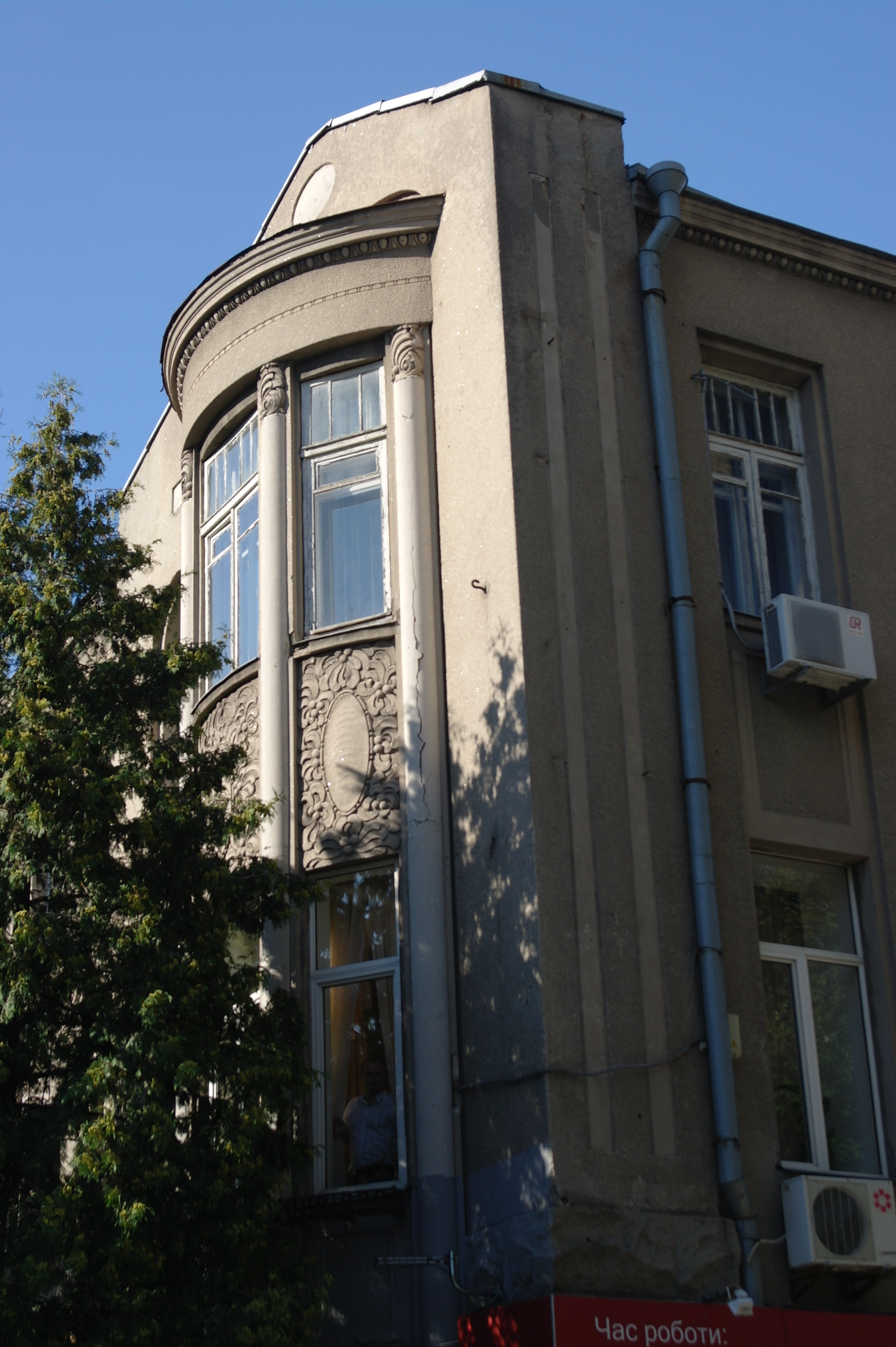
Кут з еркером
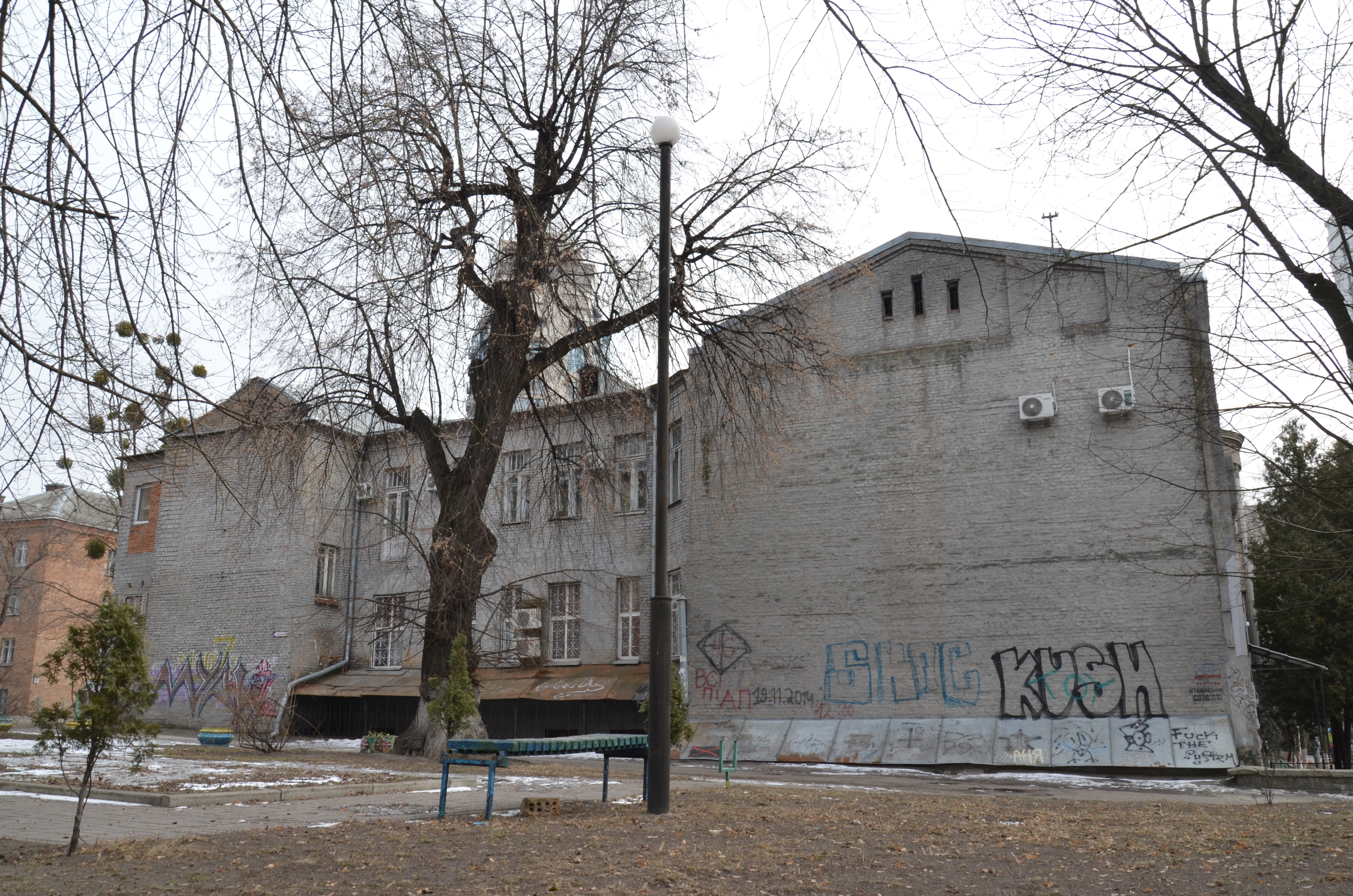
Брендмауери
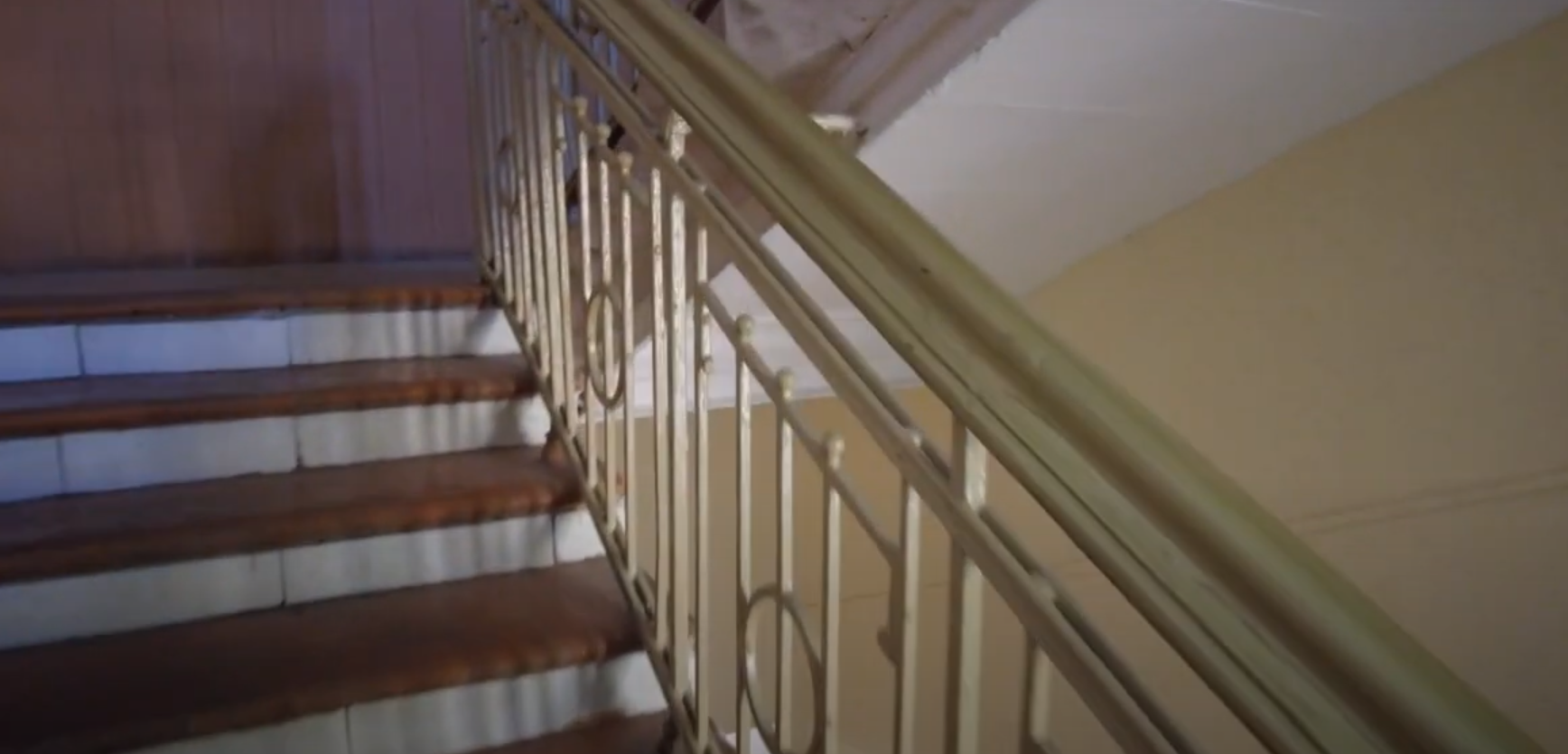
Перила
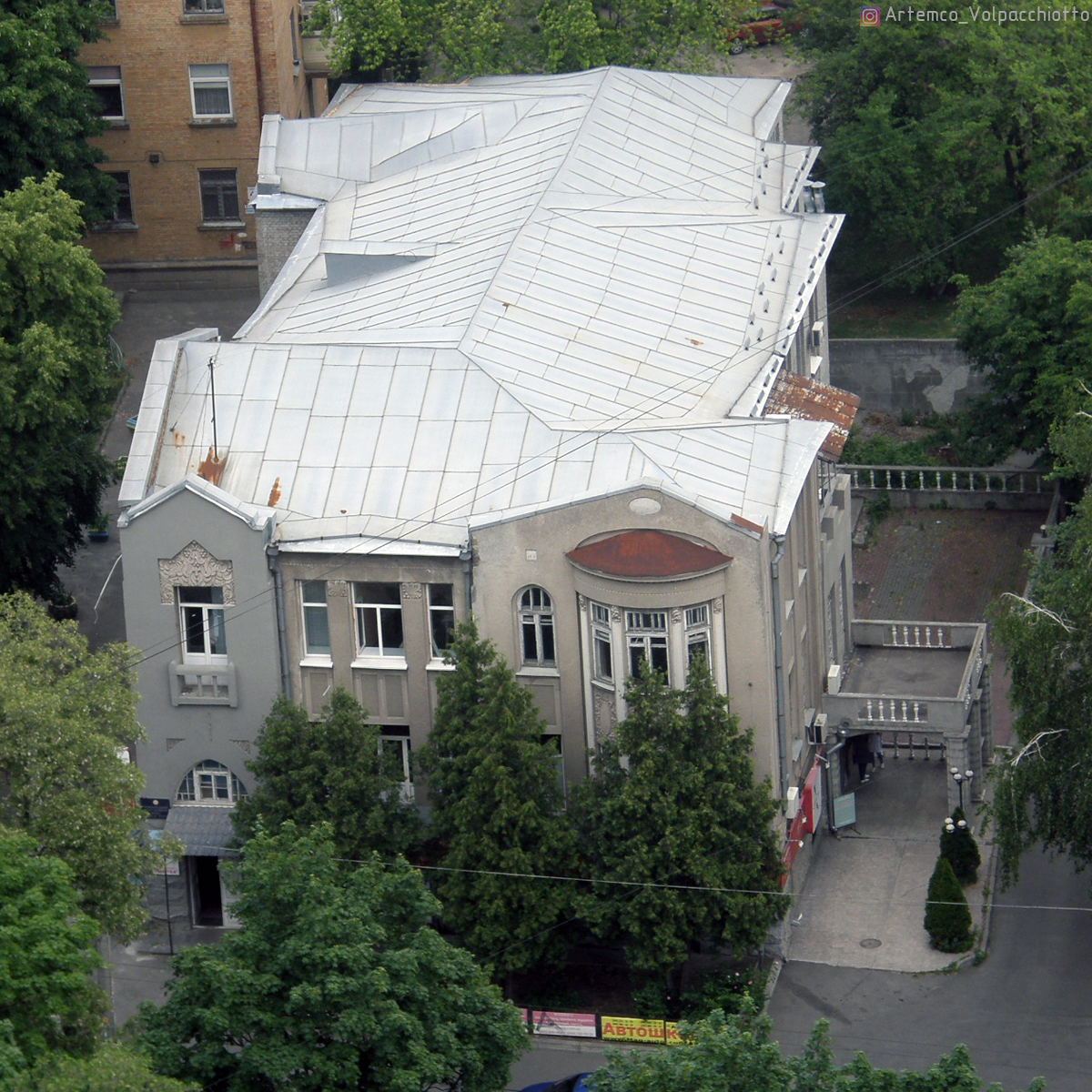
особняк згори